# Balasinor
Balasinor (o Vadasinor) è una suddivisione dell'India, classificata come municipality, di 33.704 abitanti, situata nel distretto di Kheda, nello stato federato del Gujarat. In base al numero di abitanti la città rientra nella classe III (da 20.000 a 49.999 persone).

## Geografia fisica
La città è situata a 22° 56' 60 N e 73° 19' 60 E e ha un'altitudine di 72 m s.l.m..

## Società

### Evoluzione demografica
Al censimento del 2001 la popolazione di Balasinor assommava a 33.704 persone, delle quali 17.373 maschi e 16.331 femmine. I bambini di età inferiore o uguale ai sei anni assommavano a 4.244, dei quali 2.221 maschi e 2.023 femmine. Infine, coloro che erano in grado di saper almeno leggere e scrivere erano 23.785, dei quali 13.715 maschi e 10.070 femmine.